# Mesochorus doryssus
Mesochorus doryssus är en stekelart som beskrevs av Dasch 1974. Mesochorus doryssus ingår i släktet Mesochorus och familjen brokparasitsteklar. Inga underarter finns listade i Catalogue of Life.